# Nálatok laknak állatok?
A Nálatok laknak állatok? (eredeti cím: Tiere bis unters Dach) német televíziós filmsorozat, amelyet a Polyphon Südwest GmbH készített. Németországban 2010. január 16-ától az SWR Fernsehen vetíti, Magyarországon 2016. április 23-ától az M2 sugározza.

## Ismertető
A tízéves Greta Hamburgból egy kis feketeerdei faluba költözik. Ott kiderül, hogy a ház, amelyet Greta szülei interneten vásároltak, meglehetősen rozoga, az állatorvosi rendelő pedig, ahol Greta apja dolgozni szeretne, olyan, mint egy szellemtanya. Gretának az iskolában támadnak nehézségei. Emma, az osztálytársa ki nem állhatja az új jövevényt. Szerencsére Jonas, akinek a beteg kutyája segítségre szorul, egyhamar a legjobb barátja lesz...

## Szereplők
| Szerep              | Színész(nő)         | Magyar hang    | Leírás |
| ------------------- | ------------------- | -------------- | ------ |
| Annette Hansen      | Floriane Daniel     | Orosz Anna     |        |
| Dr. Philip Hansen   | Heikko Deutschmann  |                |        |
| Emma Löffler        | Nele Guderian       |                |        |
| Greta Hansen        | Enya Elstner        | Györke Laura   |        |
| Jakob Grieshaber    | Leon Glatzeder      |                |        |
| Jonas Grieshaber    | Fynn Henkel         | Boldog Gábor   |        |
| Pawel Kulka         | Moritz Knapp        | Boldog Gábor   |        |
| Paulina Kulka       | Tabea Hug           |                |        |
| Josefine Grieshaber | Sanne Schnapp       | Kocsis Mariann |        |
| Kuni                | Wolfgang Packhäuser |                |        |
| Lilie Hansen        | Lotte Hanné         | Antal Virág    |        |
| Nelly Spieker       | Jule-Marleen Schuck | Hermann Lilla  |        |
| Oma Almut           | Angelika Bender     |                |        |
| Paul Baumann        | Maximilian Werner   |                |        |
| Roy Freitag         | Tim Wilde           |                |        |
| Susanne Spieker     | Susanne Berckhemer  |                |        |
| Tomasz Kulka        | Adrian Topol        |                |        |
| Vinzenz Grieshaber  | Michael Sideris     | Háda János     |        |

## Epizódok

### 1. évad
| #   | #   | Eredeti cím         | Magyar cím           | Eredeti premier | Magyar premier |
| --- | --- | ------------------- | -------------------- | --------------- | -------------- |
| 1.  | 1.  | Hundeherz           | Kutyaszív            |                 |                |
| 2.  | 2.  | Pony in Not         | A bajba jutott póni  |                 |                |
| 3.  | 3.  | Vogelfrei           | Szabad, mint a madár |                 |                |
| 4.  | 4.  | Schafskälte         | Birkahideg           |                 |                |
| 5.  | 5.  | Schlangenbeschwörer | Kígyóbűvölők         |                 |                |
| 6.  | 6.  | Dickhäuter          | Vastagbőrűek         |                 |                |
| 7.  | 7.  | Bocksprünge         | Bakugrások           |                 |                |
| 8.  | 8.  | Poltergeist         | A kopogó szellem     |                 |                |
| 9.  | 9.  | Waldläufer          | Erdőjárók            |                 |                |
| 10. | 10. | Katzenjammer        | Macskajaj            |                 |                |
| 11. | 11. | Turteltauben        | A postagalamb        |                 |                |
| 12. | 12. | Pferdestärken       | Lóerővel             |                 |                |
| 13. | 13. | Schwein gehabt      | Malaca volt          |                 |                |

### 2. évad
| #   | #   | Eredeti cím       | Magyar cím               | Eredeti premier | Magyar premier |
| --- | --- | ----------------- | ------------------------ | --------------- | -------------- |
| 14. | 1.  | Der Wolf kommt    | Jön a farkas             |                 |                |
| 15. | 2.  | Kleiner Tierfeind | Az állatok kis ellensége |                 |                |
| 16. | 3.  | Reiterfreuden     | A lovaglás örömei        |                 |                |
| 17. | 4.  | Hundefänger       | Sintérek                 |                 |                |
| 18. | 5.  | Kopf in den Sand  | Fejet a homokba          |                 |                |
| 19. | 6.  | Zugvögel          | Költözőmadarak           |                 |                |
| 20. | 7.  | Freches Frettchen | Fred, a vadászgörény     |                 |                |
| 21. | 8.  | Spielplatz-Terror | Játszótéri terror        |                 |                |
| 22. | 9.  | Bienenstich       | A méhcsípés              |                 |                |
| 23. | 10. | Wie die Wildsau   | Mint a vaddisznó         |                 |                |
| 24. | 11. | Affenschande      | A tolvaj                 |                 |                |
| 25. | 12. | Höhlenangst       | A hegy ördöge            |                 |                |
| 26. | 13. | Vampire           | Vámpírok                 |                 |                |

### 3. évad
| #   | #   | Eredeti cím            | Magyar cím               | Eredeti premier | Magyar premier |
| --- | --- | ---------------------- | ------------------------ | --------------- | -------------- |
| 1.  | 1.  | Königin der Tiere      | Az állatok királynője    |                 |                |
| 2.  | 2.  | Kleiner Hund, was nun? | Mi lesz most, kiskutyus? |                 |                |
| 3.  | 3.  | Komischer Kautz        | A különös bagoly         |                 |                |
| 4.  | 4.  | Party Animals          | Állati ajándék           |                 |                |
| 5.  | 5.  | Die Bananenspinne      | Banánpók                 |                 |                |
| 6.  | 6.  | Die Millionenkatze     | A milliomos cica         |                 |                |
| 7.  | 7.  | Der Wunderheiler       | A csodadoktor            |                 |                |
| 8.  | 8.  | Rinderwahn             | Marhaőrület              |                 |                |
| 9.  | 9.  | Fuchsjagd              | Rókavadászat             |                 |                |
| 10. | 10. | Trüffelschweine        | Szarvasgomba-malacka     |                 |                |
| 11. | 11. | Ausgesetzt             | A kóborkutya             |                 |                |
| 12. | 12. | Goldesel               | Aranyszamár              |                 |                |
| 13. | 13. | Die Legende von Waldau | Waldau legendája         |                 |                |